# Hunter Pollack
Hunter Pollack (Long Island, 6 agosto 1997) è un attivista statunitense, impegnato in iniziative volte alla sensibilizzazione sulla richiesta di una maggiore sicurezza nelle scuole.

## Biografia
Di religione ebraica, Pollack si è diplomato alla Marjory Stoneman Douglas High School di Parkland, lo stesso istituto che stava frequentando sua sorella Meadow allorché essa fu tra le vittime del massacro scolastico compiuto il 14 febbraio 2018 dall'ex studente Nikolas Cruz. In seguito alla strage, egli ha deciso di entrare a far parte dell'organizzazione no profit Americans for Children Lives and School Safety.
Pollack è stato invitato col padre a un'audizione alla Casa Bianca una settimana dopo il massacro per iniziativa diretta del presidente USA Donald Trump, dove ha sostenuto la necessità di rafforzare le misure di sicurezza nelle scuole dichiarandosi invece scarsamente favorevole al controllo delle armi  (in contrasto dunque con la maggior parte degli studenti sopravvissuti al massacro, tra cui i due attivisti Emma Gonzalez e David Hogg). Nell'occasione i Pollack si sono incontrati anche col vicepresidente Pence e il governatore della Florida Rick Scott.
Insieme a suo padre, Hunter Pollack è diventato consigliere del comitato consultivo di transizione sulla sicurezza pubblica del nuovo governatore della Florida Ron DeSantis.
Nel 2022 ha conseguito la laurea in Criminologia.